# Gomphus pacatus
Gomphus pacatus är en trollsländeart som beskrevs av Chao 1953. Gomphus pacatus ingår i släktet Gomphus och familjen flodtrollsländor. Inga underarter finns listade i Catalogue of Life.